# وینیوله بوربرا
وینیوله بوربرا (به ایتالیایی: Vignole Borbera) یک کومونه در ایتالیا است که در استان آلساندریا واقع شده‌است.

## خصوصیات
وینیوله بوربرا ۸٫۵ کیلومترمربع مساحت و ۲٬۱۵۴ نفر جمعیت دارد و ۲۴۳ متر بالاتر از سطح دریا واقع شده‌است.